# Eldorado at Santa Fe
Eldorado at Santa Fe is een plaats (census-designated place) in de Amerikaanse staat New Mexico, en valt bestuurlijk gezien onder Santa Fe County.

## Demografie
Bij de volkstelling in 2000 werd het aantal inwoners vastgesteld op 5799.

## Geografie
Volgens het United States Census Bureau beslaat de plaats een oppervlakte van
53,6 km², geheel bestaande uit land.

## Plaatsen in de nabije omgeving
De onderstaande figuur toont nabijgelegen plaatsen in een straal van 16 km rond Eldorado at Santa Fe.